# Pintér Endre (orvos)
Pintér Endre (Budapest, 1927. július 23. – Budapest, 2020. június 7.) magyar orvos, sebészprofesszor, az Óbudai Orvos Klub alapítója, Budapest III. kerületének díszpolgára.

## Élete
A Kiscelli utcai elemi iskolába járt, majd 1937 és 1945 között Árpád Gimnázium tanulója volt. Budapest második világháborús ostromakor 1945. január 6-án málenkij robotra hurcolták el. Szerencséjére egészségügyi feladatot kellett ellátnia és nem vitték el az országból, így viszonylag rövid idő után hazamehetett.
Visszatérte után júniusban leérettségizett. A Budapesti Orvostudományi Egyetem általános karán szerzett orvosi diplomát. A sebészeti szakvizsgát 1955-ben, a mellkas sebészetit 1962-ben tette le. 1970-től Magyar Tudományos Akadémia Orvostudomány kandidátusa, 1981-től címzetes egyetemi docens és 1989-től címzetes egyetemi tanár. 1953-tól és 1970-ig sebészként dolgozott a Városmajor úti Sebészeti Klinikán és közben 1964-66 között egy évet Magdeburgban a Vogelsang Tüdősebészeti Klinikán volt meghívott sebész. 1970-től 1978-ig a János Kórház II. sz. Sebészeti Osztályán főorvos. 1978-94 között az óbudai Szent Margit Kórházban az általános sebészeten volt területvezető sebész főorvos.
1994 és 1998 között Budapest III. kerületében volt önkormányzati képviselő (KDNP javaslattal), 1996-ban alapítója és vezetője lett az Óbudai Orvos Klubnak. Ugyancsak alapító tagja és elnöke volt az Óbudai Baráti Körnek és az Óbudai Múzeum Közalapítvány kuratóriumának. Emellett tagja volt az MTA köztestületének, valamint a Városmajori Sebészeti Klinikának is. Az egészségügy, a kultúra és a tudomány területén betöltött széles körű társadalmi szerepvállalása elismeréseként 2010-ben Budapest III. kerülete díszpolgárának választották.
2020. június 7-én hunyt el 92 éves korában.

## Elismerései
- Kiváló Társadalmi Munkás (1984)
- Budapestért emlékérem (1989)
- Honvédelemért Kitüntető Cím (1992)
- Magyar Vöröskereszt aranykoszorús érdemérme (1995)
- 56-os Vitézi Lovagrend Nagykeresztje (1999)
- Vitézi Rend Nagykeresztje Csillaggal (2000)
- A Magyar Sebészetért (2000) és a Magyar Mellkassebészetért érdemérem (2004), illetve plakett
- A városmajori klinika „örökös” tagja. (2001)
- Óbuda lakosságának Egészségért Díj (2007),
- Budapest III. kerülete díszpolgára (2010)

## Művei
124 tudományos közleményt jelentetett meg.
- Pintér Endre – Sárdi László A légiók gyógytelepétől az új Margit Kórházig[6]
- Az óbudai kórházak története
- 100 éves a Szent Margit Kórház. Óbudai kórháztörténet dióhéjban; Óbudai Múzeum, Bp., 1997 (Helytörténeti füzetek)[7]
- A Margit, egy kórház krónikája[8]
- A szaléziak Óbudán (2004)[9]
- Az Óbudai Szent Alajos Ház és a Segítő Szűz Mária Kápolna története; Óbudai Múzeum, Bp., 2004 (Helytörténeti füzetek)